# Staatliche Agentur für Nationale Sicherheit

Logo der Staatliche Agentur für „Nationale Sicherheit“ (engl. State Agency for National Security; SANS)

Die Staatliche Agentur für „Nationale Sicherheit“ (bulgarisch Държавната агенция Национална сигурност / Transkription: Darzhavna Agencia „Nacionalna Sigurnost“; kyrillisch: ДАНС / Transkription: DANS) ist der bulgarische Inlandsnachrichtendienst. Er soll dem Schutz der nationalen Sicherheit dienen. Wie alle anderen staatlichen Agenturen in Bulgarien untersteht die DANS dem Ministerrat. Vom Parlament gewählt werden der Vorsitzende der und seine beiden Stellvertreter.
Die DANS ist die Nachfolgeorganisation des bisherigen Geheimdienstes unter zusätzlicher Einbeziehung der nationalen Antikorruptionsbehörde. Der Hauptsitz der DANS ist in Sofia.
Die DANS soll geplante, vorbereitete oder ausgeführte Aktionen gegen die Sicherheit Bulgariens beobachten, aufdecken, ihnen entgegenwirken und sie verhindern. Im Rahmen dieser Aufgabenstellung ist die DANS auch für die Gefahrenabwehr im bulgarischen Verteidigungsministerium, in den bulgarischen Streitkräften und den dem Verteidigungsministerium unterstellen Einrichtungen zuständig.

## Geschichte
Die DANS ist die Nachfolgeorganisation des Nationalen Dienstes für „Sicherheit“ (NSS; bulg. Национална служба „Сигурност“; НСС) und der Direktion für den „Schutz der Informationeinrichtungen“ beim Innenministerium, der militärischen Spionageabwehr beim Verteidigungsministerium, der Hauptdirektion für den Kampf gegen die organisierte Kriminalität (GDBOP; bulg. Главна дирекция за борба с организираната престъпност; ГДБОП) sowie der Agentur für Finanzaufklärung.
Alle Mitarbeiter der in die DANS integrierten Vorgängerdienste wurden in die DANS übernommen, wobei sie besondere Vergünstigungen erhielten. Das sorgte für Unzufriedenheit bei den anderen Mitarbeitern von Innen-, Verteidigungs- und Finanzministerium.
Die DANS besteht seit dem 1. Januar 2008. Gesetzliche Grundlage war das am 11. Dezember 2007 in zweiter Lesung verabschiedete Gesetz über die Staatliche Agentur für „Nationale Sicherheit“.
In das öffentliche Interesse rückte die DANS, als das bulgarische Parlament den Abgeordneten und Medienoligarchen Deljan Peewski zum Leiter der DANS wählte. Er hatte als junger Jurist (geb. 1980) keinerlei Geheimdiensterfahrung. Zudem wurden ihm enge Beziehungen zur organisierten Kriminalität nachgesagt.
Seine Wahl war der Auslöser für landesweite landesweiten Protesten gegen Ministerpräsidenten Orescharski und seine Regierung. Wegen der sofortigen, großen öffentlichen Empörung kündigte Deljan Peewski nach einem Tag im Amt seinen Rücktritt an. Dieses Zurückrudern konnte die täglichen Massenproteste tausender Bulgaren der Mittelschicht jedoch auch nicht mehr besänftigten, deren Protest sich nun ganz allgemein gegen die Ernennungspolitik der Regierung Orescharski und die Besetzung wichtigster Staatsposten mit zwielichtigen Personen und gegen den Bruch von Wahlversprechen richtete.
Als das Gesetz für die Besetzung des bulgarischen Geheimdienstes DANS für die Ernennung des umstrittenen Medienmoguls und Bankierssohn Deljan Peewski „zurechtgeschustert“ wurde und Peewski vom Parlament in einer Eilabstimmung, noch vor einem drohenden Gesetzes-Veto des bulgarischen Präsidenten Rossen Plewneliew, zum Geheimdienstchef ernannt wurde, verlor Orescharski den Rückhalt in der Bevölkerung und das Vertrauen Plewneliews.

## Leiter und Struktur
- Petko Sertow (bulg. Петко Сертов); 27. Dezember 2007 bis 10. August 2009 (der erste Leiter der DANS);
- Zwetlin Jowtschew (bulg. Цветлин Йовчев); 10. August 2009 bis 25. Februar 2011;
- Deljan Peewski (bulg. Делян Пеевски); 14. Juni 2013 bis 19. Juni 2013;
- Wladimir Pisantschew (bulg. Владимир Писанчев); seit 19. Juni 2013 bis 11. März 2015;
- Dimitar Georgiev (bulg. Димитър Георгиев); seit 18. März 2015
- Entsprechend dem DANS-Gesetz hat der Leiter der DANS gleichzeitig und im gleichen Umfang folgende Personen zu informieren:
  - den Präsidenten der Republik Bulgarien
  - den Parlamentsvorsitzenden und
  - den Ministerpräsidenten.

## Aufgaben und Arbeitsprinzipien
Die Aufgaben der DANS sind:
1. Aufklärung fremder Kräfte
2. Abwehr von Gefahren für die Souveränität, territoriale Einheit Bulgarien und Einheit der Nation.
3. Abwehr von verfassungsfeindlichen Aktivitäten
4. Aufklärung der Beteiligung von Personen, die die höchsten staatlichen Ämter innehaben, an Korruption und Verbindungen zur organisierten Kriminalität
5. Kampf gegen Gewaltanwendung oder gegen den Einsatz von allgemeingefährlichen Mitteln mit politischen Zielen
6. Abwehr von Gefahren für die wirtschaftliche und finanzielle Sicherheit Bulgariens
7. Abwehr von Gefahren für die Umweltsicherheit Bulgariens
8. Verstöße gegen das Nationale System zum Schutz von klassifizierten Informationen aufdecken
9. Abwehr von Gefahren für Objekte und Aktivitäten, die von strategischer Bedeutung für Bulgarien sind
10. Abwehr von destruktiven Aktionen gegen das Kommunikations- und Informationssystem
11. Abwehr von internationalem Terrorismus und Extremismus
12. Kampf gegen illegalen internationalen Handel mit Waffen und Dual-Use-Waren bzw. -Technologien.
13. Unterbinden der illegalen Produktion, Lagerung und Verbreitung von allgemeingefährlichen Mitteln, Erzeugnissen und Technologien mit Dual-Use-Charakter, Narkotika und deren Vorprodukten, wenn sich daraus eine Gefahr für das normale Funktionieren des Staates ergibt.
14. Kampf gegen grenzüberschreitende Kriminalität, wenn sich daraus eine Gefahr für die nationale Sicherheit ergibt.
15. Kampf gegen illegale Migration, die die nationale Sicherheit gefährdet.
16. Kampf gegen Finanzbetrug durch unvorteilhafte Verträge, Geldwäsche und Erschleichung von Fördermitteln aus EU-Fonds durch Betrug.

Zur Erfüllung dieser Aufgaben führt die DANS auch operative Aufklärungsaktivitäten durch, Informationsaktivitäten (Aufbau, Unterhaltung und Nutzung von Datenbanken) und Kontrollaktivitäten (zur Aufdeckung von Verstößen gegen das Nationale System zum Schutz von klassifizierten Informationen)
Die DANS stützt sich gemäß Gesetz bei der Ausführung ihrer Aufgaben auf folgende Prinzipien:
1. Verfassungstreue, Befolgung der Gesetze und internationaler Verträge die Bulgarien abgeschlossen hat
2. Achtung und Garantierung der menschenrechte und der Grundfreiheiten
3. Schutz der Information und ihrer Quellen
4. Objektivität und Unparteilichkeit
5. Zusammenarbeit mit den Bürgern
6. politische Neutralität

## Kontrolle der Aktivitäten der DANS
Laut Gesetz untersteht die DANS einzig der parlamentarischen Kontrolle, die von einer spezialisierten ständigen Kommission der Narodno Sabranie ausgeübt wird. Auf Anforderungen haben der Leiter, sein Stellvertreter und die Mitarbeiter der DANS vor der Narodno Sabranie oder ihrer Kommission zu erscheinen und zu gewünschten Informationen Auskunft zu geben.
Kritisiert wird, dass diese parlamentarische Kontrolle im Vergleich mit anderen europäischen Geheimdiensten relativ schwach ist: dort werden die parlamentarischen Kommissionen zur Kontrolle der Geheimdienste in der Regel von der Opposition dominiert und nicht wie in Bulgarien von der Parlamentsmehrheit.
Nur so kann eine wirkliche politische Neutralität, Objektivität und Unparteilichkeit der Geheimdienste gewährleistet werden und so ist gewährleistet, dass der Geheimdienst nicht missbräuchlich für politische Ziele eingesetzt wird und um den herrschenden ungenehme Organisationen, Vereinigungen und Bürger zu diskreditieren.

## Bewertung und Öffentliche Wahrnehmung
Das DANS-Gesetz gibt der DANS als ehemalige Spionageaufklärungsbehörde nunmehr exekutive Polizeivollmachten, während die neu geschaffenen DANS auch Aufgaben zur Korruptionsbekämpfung in der Staatsführung übertragen bekam und zur Bekämpfung ihrer Verbindung zur organisierten Kriminalität.
Die umfassenden Vollmachten und Rechte, die die DANS und ihre Mitarbeiter bekommen haben und ihr ungenauer rechtlicher Status machen die DANS zu einem Hybrid zwischen Geheimpolizei, klassischer Gegenspionage und Spezialdienst zur Bekämpfung von Kriminalität und Korruption.
Die Tätigkeit der DANS führt zu großem Unmut in der Bevölkerung. Es gab Zweifel, ob ihre gesetzlich definierten Prinzipien mit den tatsächlichen Aktivitäten übereinstimmen.

## Rechenschaftsbericht
Erstmals seit seiner Gründung legt die DANS am 20. März 2009 vor der Presse Rechenschaft ihrer Tätigkeit im Jahr 2008 ab. Folgendes wurde dabei klar:
- Die momentan gültigen Anweisungen für den Einsatz von speziellen Aufklärungsmitteln behindern die Arbeit der DANS und müssen abgeändert werden.
- Als Ergebnis der operativen Ermittlungen und operativ-technischen Aufklärung der DANS wurden der Staatsanwaltschaft 380 Fälle gemeldet und so die kriminelle Aktivität von 405 Personen verfolgt. Auf Grundlage der von der DANS erarbeiteten Materialien hat die Staatsanwaltschaft 170 Ermittlungsverfahren eingeleitet.
- Die DANS hat im Zusammenhang mit Geldwäsche 9-mal Meldungen an die oberste Berufungsstaatsanwaltschaft gemacht. Dabei ging es insgesamt um 375 Mill Euro.
- Auf der Grundlage von Informationen der DANS hat der Finanzminister (Plamen Orescharski) die Finanzierung von zwei Projekten gestoppt und in diesem Zusammenhang 48-mal Strafgelder mit einer Gesamt summe von 130.000 Lewa verhängt.
- Bei der Bekämpfung der organisierten Kriminalität waren DANS-Agenten einer russischen Gruppe auf die Spur gekommen. Es wurde ein Ermittlungsverfahren eröffnet und zwei Mitglieder der russischen Mafia verhaftet sowie die Überweisung von 221.000 Euro blockiert, ebenso wurden Bankkonten mit 8 Mill. Euro Einlagen gesperrt.
- Ein bulgarischer Staatsbürger wurde wegen Finanzbetrügereien im Umfang von 117.000 USD festgenommen, die er in den USA begangen hatte
- Der DANS gelang es ihren eigenen stellvertretenden Vorsitzenden, sowie einen stellvertretenden DANS-Bezirksleiter einer kriminellen Handlung zu überführen
- Nach Ermittlungen der DANS wurden durch die Staatsanwaltschaft zwei Vorermittlungsverfahren wegen Missbrauch von Geldern aus EU-Fonds eingeleitet.
- Es wurden von der DANS Verstöße gegen die wirtschaftlichen Interessen Bulgariens in erheblichem Umfang in folgenden Firmen festgestellt: im Wärmekraftwerk Mariza Istok (bulg. ТЕЦ Марица Изток 2; das ist ein Teil des Wärmekraftwerks Mariza Istok) und in der Kremikowzi AG (Eigentümer der Immobilie und Beschuldigter ist der ZSKA Sofia)
- Die DANS hat Betrügereien mit der Mehrwertsteuer aufgedeckt, die Bulgarien einen Schaden von 5 Mill. Lewa zugefügt haben. (Anmerkung: Nach offiziellen Statistiken führen Betrügereien mit der Mehrwertsteuer in Bulgarien jährlich zu Finanzverlusten von mehreren Milliarden Lewa.)
- Nach Ermittlungen der DANS wurde ein Verfahren gegen drei Personen eröffnet, die ungesetzliche Finanztransaktionen ausgeführt haben und Konten bei Internetbanken leergeräumt haben.
- Nach Ermittlungen der DANS wurde ein Verfahren gegen einen Angestellten der Nationalen Sozialversicherungskasse (bulg. Националната здравноосигурителна каса) eröffnet, der als „vertraulich“ eingestufte Informationen weiterverkauft hatte.
- Im Verteidigungsministerium und in den Streitkräften wurden nach Ermittlungen der DANS zwei Ermittlungsverfahren und zwei Vorermittlungsverfahren wegen Amtsmissbrauch eingeleitet – wegen Bereicherung bei der Vergabe von öffentlichen Aufträgen.
- Bei Operationen der DANS wurden 3,5 Tonnen Marihuana und 50 Kilogramm Rohstoffe für die Produktion von synthetischen Narkotika sichergestellt. Eine Sendung von 77 Kilogramm Heroin wurde abgefangen und ein illegales Rauschgiftlabor ausgehoben
- Nach Ermittlungen de DANS wurde ein türkischer Verein und eine Stiftung aufgedeckt, die als Tarnung für eine nicht registrierte türkische islamistische Sekte und eine libanesische Organisation dienten.
- Die DANS hat in Zusammenarbeit mit der Staatsanwaltschaft und dem Zoll den Versuch der illegalen Ausfuhr von Dual-use-Gütern über den Flughafen Burgas und den Hafen Warna unterbunden.
- Die Dans stellt wöchentlich Informationsmaterialien, Analysen und Prognosen für andere Behörden zusammen.
- Experten der DANS analysieren internationale Konflikte und Krisen und bereiten für die Politik dazu Vorschläge und Positionspapiere zu internationalen Fragen vor.